# Poraż

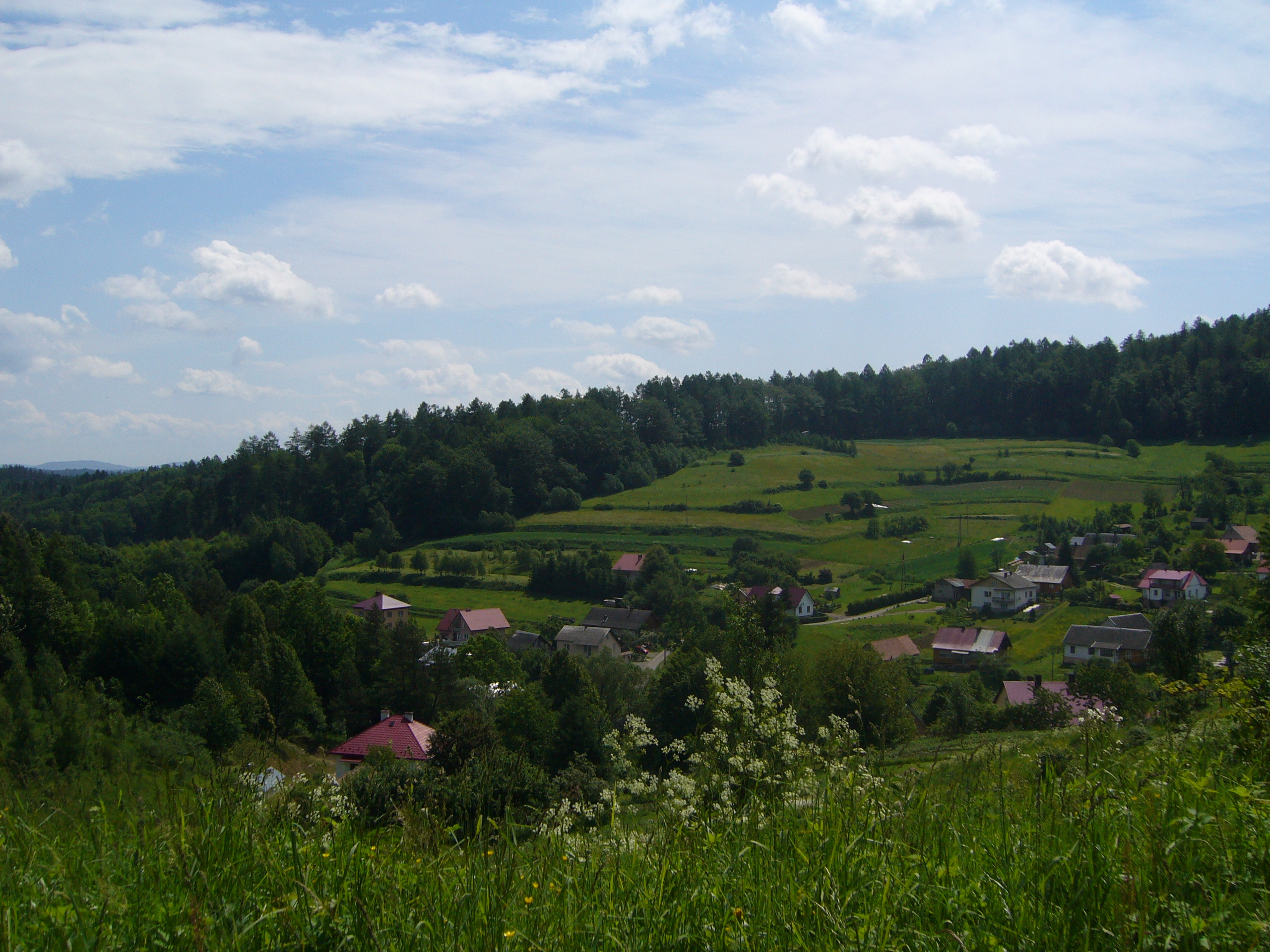
Überblick

Poraż ist eine Ortschaft mit einem Schulzenamt der Gemeinde Zagórz im Powiat Sanocki der Woiwodschaft Karpatenvorland in Polen.

## Geographie
Der Ort liegt im Buków-Gebirge. Die Nachbarorte sind die Stadt Zagórz (Stadtteil Wielopole) im Nordosten, Tarnawa Dolna im Südosten, Czaszyn im Süden, Morochów im Südwesten, Niebieszczany im Westen sowie Zahutyń im Norden.

## Geschichte
Der Ort wurde im Jahr 1383 im Satz villam novam que vulgariter Cuntzendorph nominatur in silva vulgariter dicta Poras bzw. novam villam in memorata silva Poras adiacentem, vulgariter Cuntzendorph nominatam erstmals urkundlich erwähnt. Das Waldhufendorf mit 112 fränkischen Hufen entstand unter der Leitung des Schultheiß Konrad im Wald Poras etwa früher. Im oben erwähntem Jahr 1383 bestätigte die ungarische Königin Maria den Verkauf des Dorfs von den Erben Konrads an Józef Olah und seinen Bruder Maciej. Der Terminus vulgariter (=gewöhnlicher Name) in Bezug auf den Namen Kunzendorf deutete auf eine deutsche Herkunft der Siedler. Im 15. Jahrhundert wurden einige Einwohner mit deutsch klingenden Namen erwähnt, und im Jahr 1445 besuchte ein gewissener Weysiokel aus dem Dorf Kunczendorf das mehrheitlich deutschsprachige Gericht in Krościenko Wyżne (45 Kilometer im Nordwesten). Jedoch ist der damalige Anteil deutscher Bewohner, wie im benachbarten Wielopole, schwierig bestimmbar, und ab dem Jahr 1412 wurde das Dorf unter dem Namen Poraż erwähnt: Porasz (1412), Parasze (1423), Prorz (1428), Porasch (1444), Porzasz (1489), Porasze/Poraszy (1505), Porąz (1515), Poraż (1635). Der Name des Dorfs bzw. des Walds war ursprünglich *Porad mit dem Suffix *-jь. Die Formen Poraż und Poraże bestätigen die Schwankung des Genus und die ukrainische Phonetik (wie im Fall: polnisch miedza – ukrainisch meża).
Das Dorf gehörte zunächst zum Königreich Polen (unter Königin Maria vorübergehend zum Königreich Ungarn, ab 1569 gehörte es Adelsrepublik Polen-Litauen), Woiwodschaft Ruthenien, Sanoker Land. Bei der Ersten Teilung Polens kam Poraż 1772 zum neuen Königreich Galizien und Lodomerien des habsburgischen Kaiserreichs (ab 1804). Ab dem Jahr 1855 gehörte Poraż zum Bezirk Lisko. Im Jahr 1900 hatte die Gemeinde Poraż 583 Hektar Fläche, 108 Häuser mit 773 Einwohnern, davon die Mehrheit polnischsprachig (770) und römisch-katholisch (764).
Nach dem Ende des Ersten Weltkriegs und dem Zusammenbruch der k.u.k. Monarchie, kam Poraż 1918 zu Polen. Unterbrochen wurde dies nur durch die Besetzung Polens durch die Wehrmacht im Zweiten Weltkrieg. Von 1975 bis 1998 gehörte Poraż zur Woiwodschaft Krosno.